# 山手栞
山手 栞（英文名：Yamate Shiori、やまて しおり、1994年5月22日 - ）は、日本のAV女優。神奈川県出身、ライフプロモーション所属。

## 略歴・人物
2013年10月、E-BODYの専属女優としてデビュー。2014年以降は企画単体女優として活動。作品によってプロフィールが異なる場合がある。
趣味はショッピング。

## 出演作品

### アダルトDVD
2013年（E-BODY専属）
- E-BODY大型専属デビュー 着エロコスプレイヤー、18歳の決心（10月13日）
- 着エロコスプレイヤーの恥ずかしい絶頂（11月13日）
- 4本番 パイパン女子高生（12月13日）

2014年
- Gcupくびれボイン 新人ソープ嬢（3月1日、MOODYZ）
- 新人ボイン 初めての中出し乱交（3月1日、ZUKKON/BAKKON）共演:純名つらら、永瀬里美、浅香蘭、森咲みお 全5名
- BeautyBody Cheerleaders 究極美BODY!中出しチアリーダー!（3月7日、Be Free）
- 夢持ち素人応援企画 5 街角美女5人に聞きました あなたの夢、支援させて頂きます! だから一回だけAV出演して下さい!（4月1日、PRESTIGE）他出演:月美弥生、陽ノ下あき、柚本ひまり、荒牧しおり[要出典]
- 山手栞 E-BODY 全本番ベスト（4月13日、E-BODY）※総集編
- 山手栞の汗だく、種付け、本気SEX（4月13日、HERO）
- 街角美少女を、本気でヤッちゃいました。 2nd. vol.07 千葉県柏市で顔射ナンパ編（4月22日、PRESTIGE）他出演:宮澤みほ、雪乃まひろ、桃原まみか ほか[要出典]
- 艶かしい卑猥なFカップボディ（4月22日、DOC）
- 息子の嫁（4月25日、マドンナ）
- 隣のお姉さんを犯したあの日… 9（5月7日、アタッカーズ）
- 過激すぎるド素人娘 4時間スペシャル 14（5月9日、S級素人）他出演:渚あいな、桃原まみか、柚本ひまり、井上英李
- 近々結婚を控えている妹に日課のオナニーを偶然、見られてしまい動揺している僕に「お嫁さんに行く前しかできないから良かったら手伝ってあげるね♪」と優しい眼差しをされながらの変態テクでトコトン弄ばれて僕はビンビンに勃起してしまった件。（5月9日、NON）他出演:あゆみ翼、愛須心亜、雨宮真貴、椎名みゆ、初美沙希 全6名
- このあとワタシとず〜〜〜〜〜と、Hしよ♪（5月9日、NON）
- 逆3Pソープ天国（5月13日、MOODYZ）共演:浜崎真緒
- 究極のTバックMANIAX（6月7日、PREMIUM）
- 超敏感!!妄想大好きレディコミ愛読者を公募で集めて電マ責め我慢出来たら10万円、ダメなら即SEX!!（6月13日、S級素人）他出演:井上英李、涼風ことの、雫月こと、HIKARI、桃原まみか、星川麻紀 ほか[要出典]
- 素人ナンパ持ち帰り! 盗撮SEX横流し映像 2（6月13日、ナンパHEAVEN）他出演:本澤朋美[要出典]
- 一日限定。極上素人娘をお貸しします。3（6月27日、S級素人）他出演:鳴美れい、小倉多絵
- ナマ姦不倫 06（7月5日、光夜蝶）他出演:雨宮真貴
- 緊縛令嬢（7月11日、million）
- 女のカラダは腰使いで決まる! 4時間 10（8月8日、BAZOOKA）他出演:波多野結衣、初美沙希、水野朝陽、川菜美鈴
- 所持金ゼロ！目指せ広島！神BODYヒッチハイク！(9月18日、サムライポルノ)
- 遠隔操作で彼女とプチ露出散歩 (10月30日、CATCHEYE)

2015年
- チアリーダー8時間総集編part2 (1月7日、BeFree) 全4名
- 息子の嫁 総集編8時間 (12月25日、マドンナ) 全6名

### アダルトDVD（無修正）
- マンコ図鑑 山手栞 (2014年5月4日、カリビアンコム)
- しおり嬲り (2014年5月4日、カリビアンコム)
- 所持金ゼロ！目指せ広島！神BODYヒッチハイク！ (2014年5月24日、カリビアンコム)